# Funiculaire Iwashimizu-Hachimangū
Le funiculaire Iwashimizu-Hachimangū (石清水八幡宮参道ケーブル, Iwashimizu-Hachimangū sandō kēburu), officiellement ligne funiculaire Keihan (京阪鋼索線, Keihan Kōsaku-sen), est un funiculaire situé à Yawata, dans la préfecture de Kyoto au Japon. Il est exploité par la compagnie Keihan et permet d'accéder au sanctuaire Iwashimizu Hachiman-gū.

## Histoire
Le funiculaire ouvre en juin 1926, mais doit fermer en février 1944 à cause de la Seconde Guerre mondiale. Le funiculaire rouvre en décembre 1955. Jusqu'en 2019, il était appelé funiculaire Otokoyama.

## Caractéristiques

### Ligne
Le funiculaire se compose d'une voie unique avec évitement central.
- Longueur : 0,4 km
- Dénivelé : 82 m
- Pente : 20,6 %
- Écartement rails : 1 067 mm
- Nombre de gares : 2

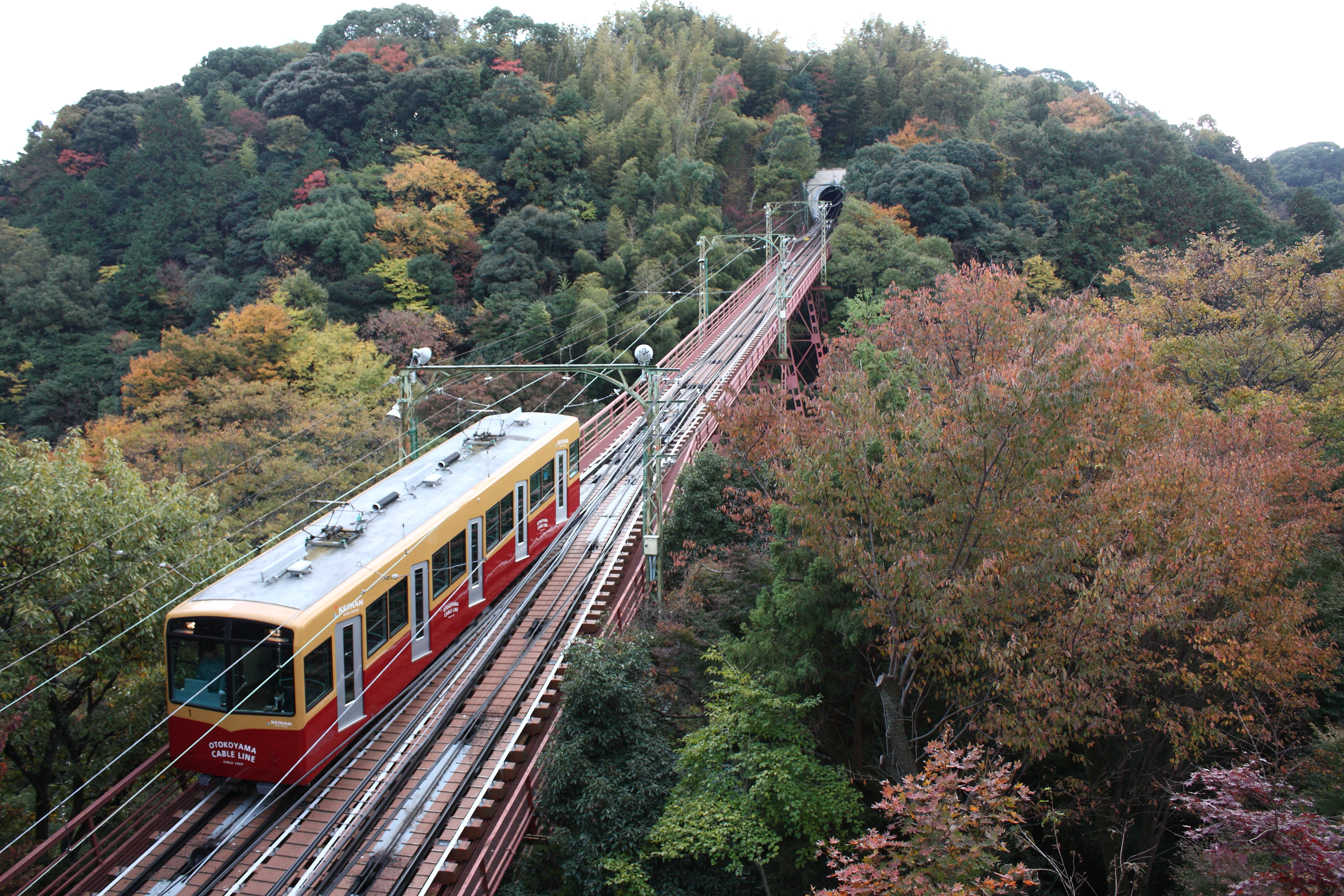
Vue de la ligne.
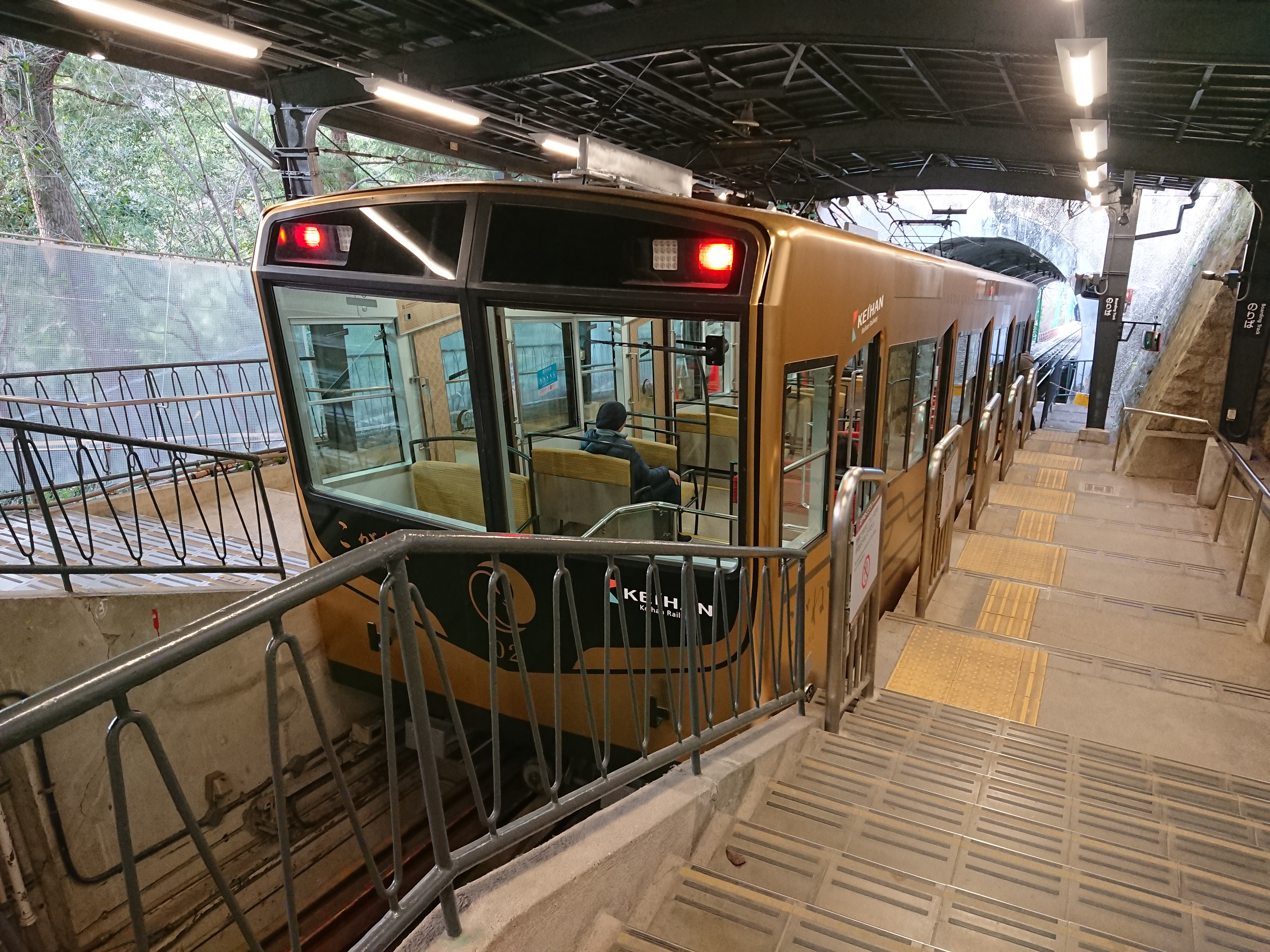
Vue de la gare haute de Cable-hachimangū-sanjō.
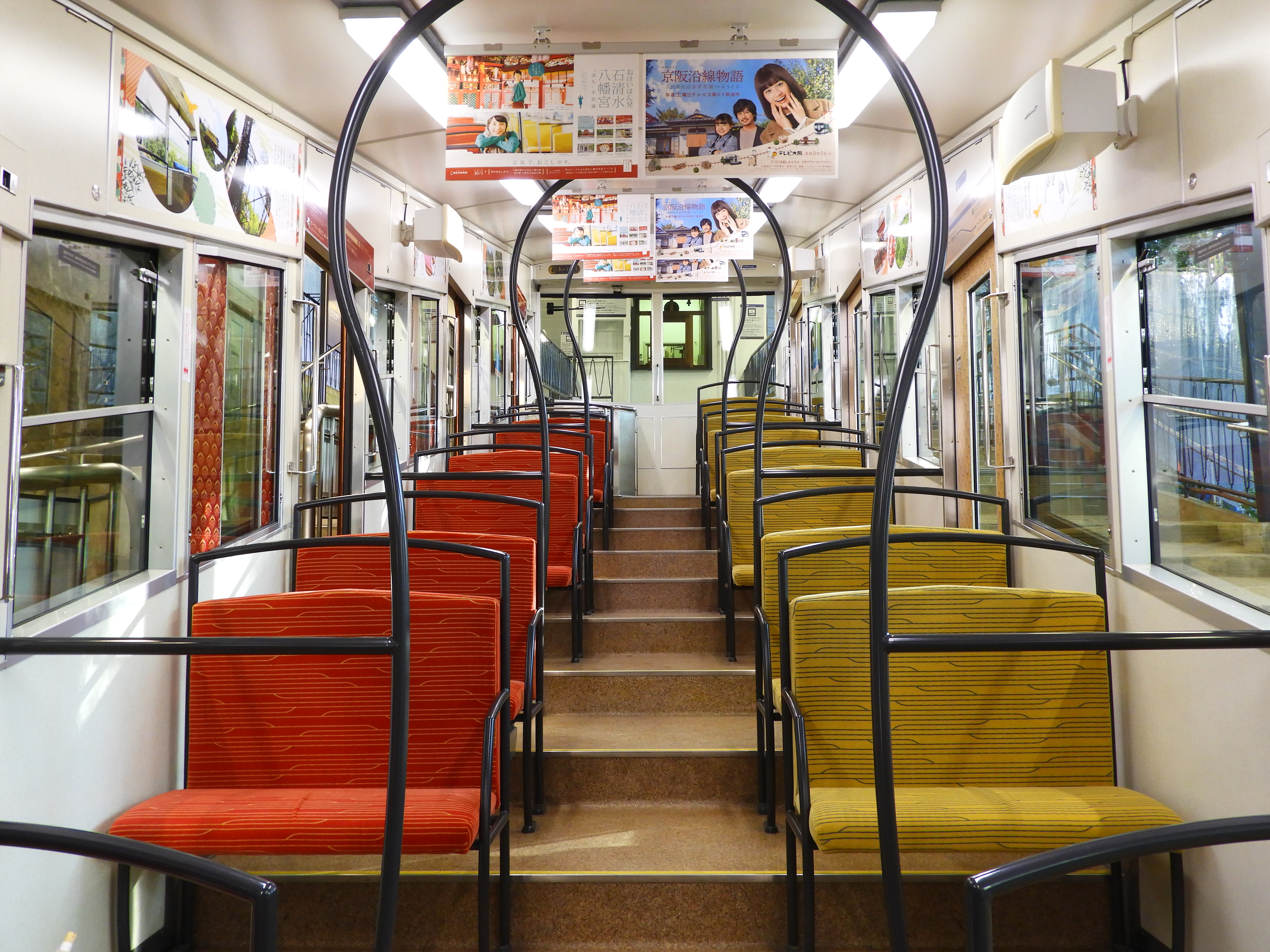
Intérieur d'un véhicule.

### Liste des gares
| Gare                   | Nom japonais       | Distance (km) | Correspondances                           | Localisation |
| ---------------------- | ------------------ | ------------- | ----------------------------------------- | ------------ |
| Cable-hachimangū-guchi | ケーブル八幡宮口   | 0             | Keihan : Keihan (à Iwashimizu-hachimangū) | Yawata       |
| Cable-hachimangū-sanjō | ケーブル八幡宮山上 | 0,4           |                                           | Yawata       |